# Kastell Pons Aelius

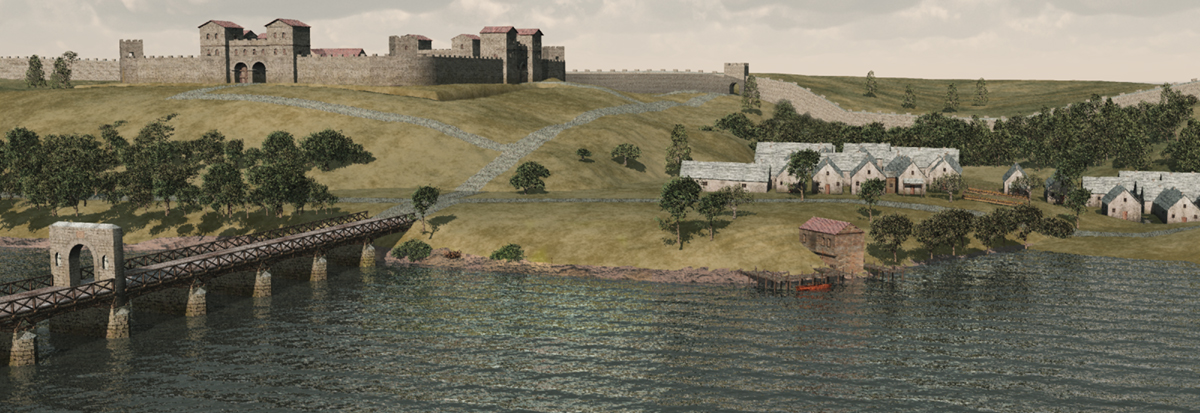
Rekonstruktionsversuch des Kastells und des Vicus (2. Jahrhundert), Ansicht aus Südost

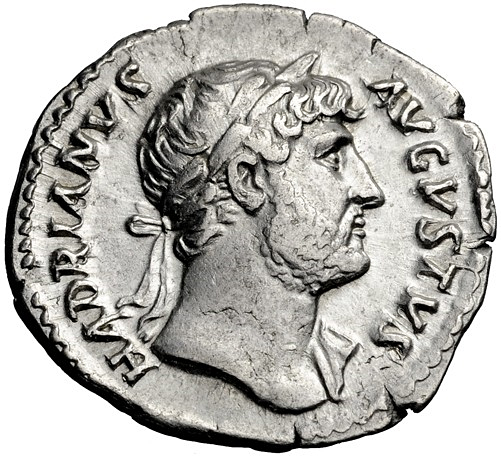
Münzporträt des Hadrian

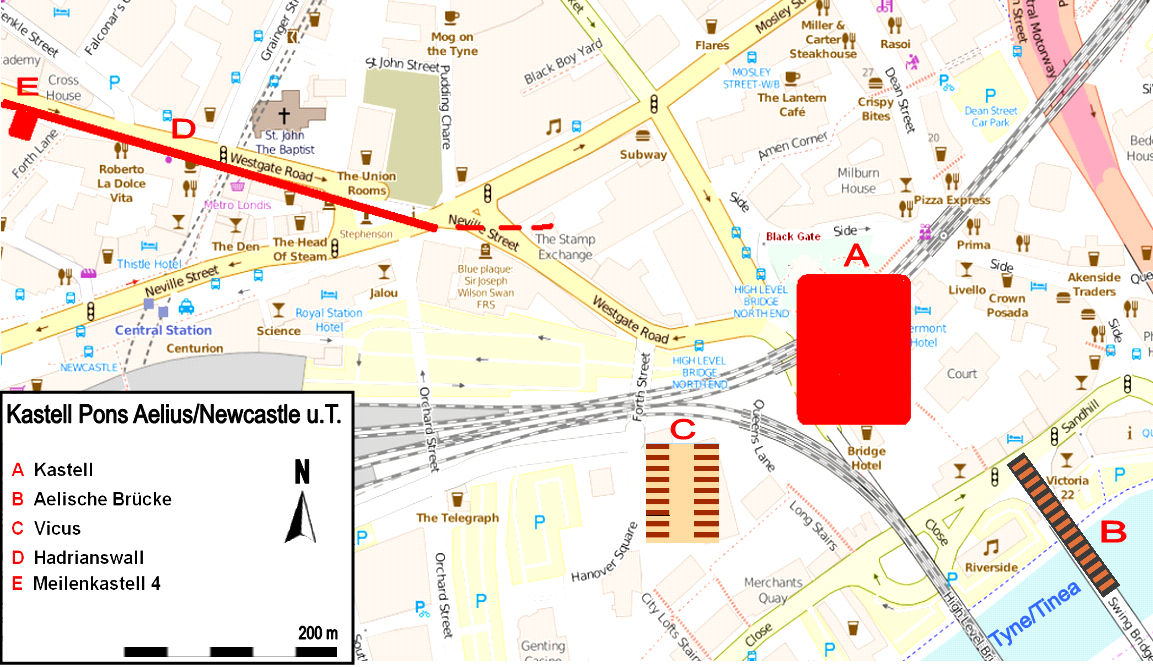
Der Hadrianswall in Newcastle

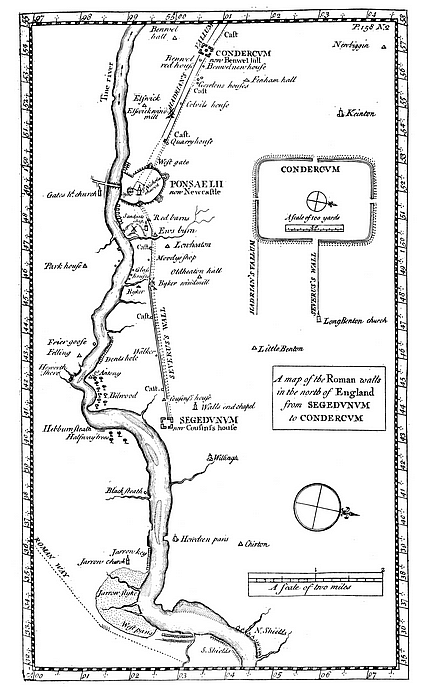
Abschnitt des Hadrianswalls zwischen Newcastle und Wallsend, John Horsley, 1732

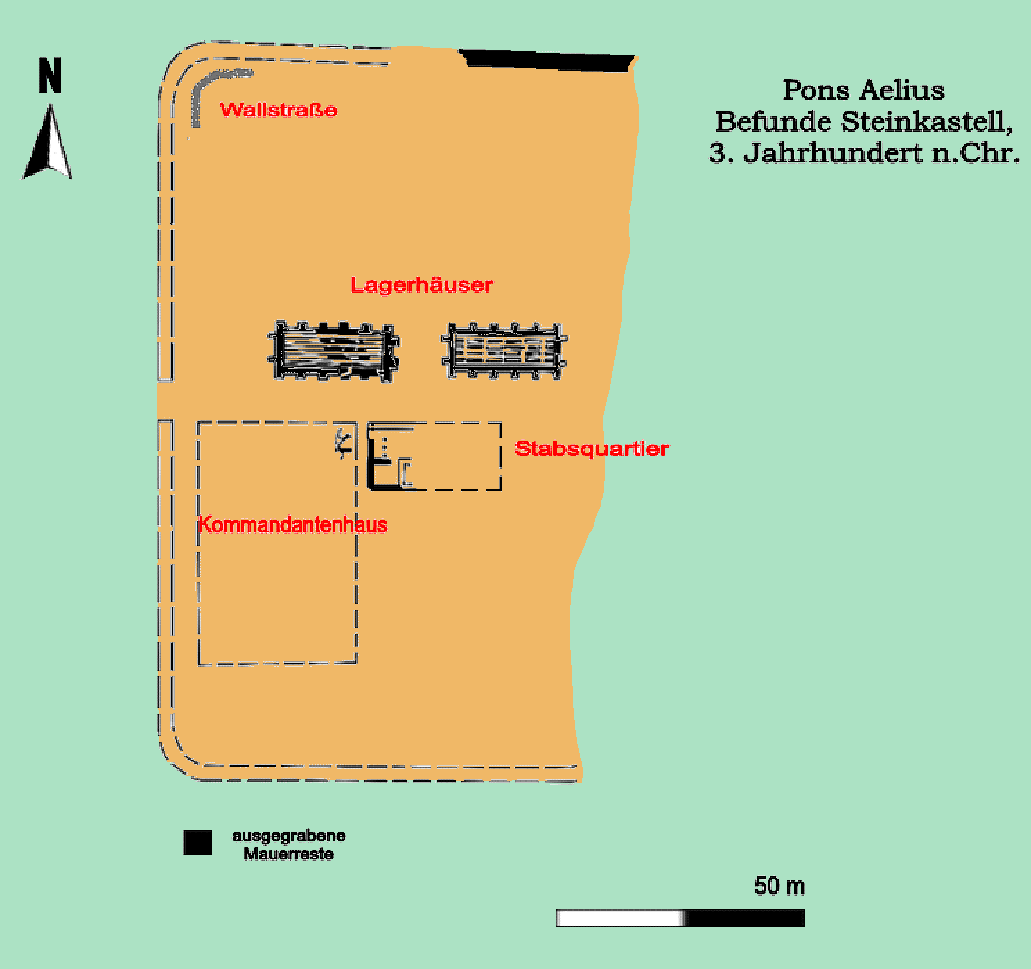
Befundskizze des Steinkastells, 2. bis 3. Jh. n. Chr.

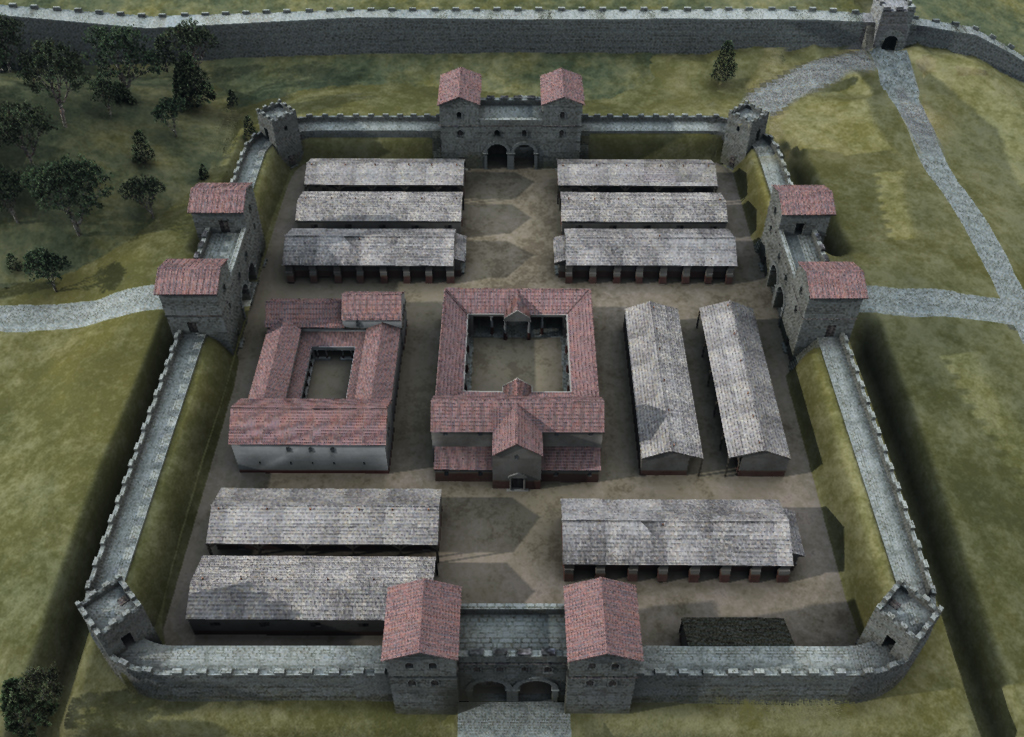
Rekonstruktionsversuch des Kastells

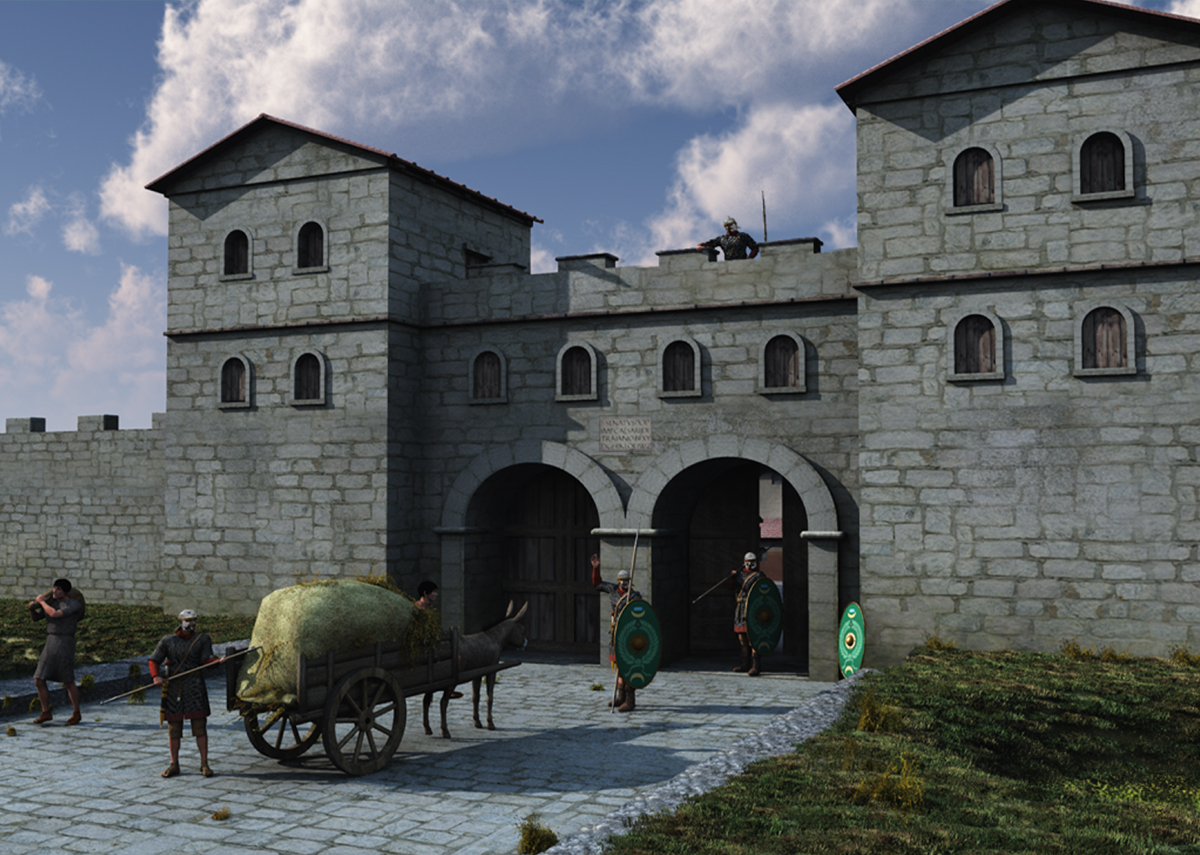
Rekonstruktion des Südtores

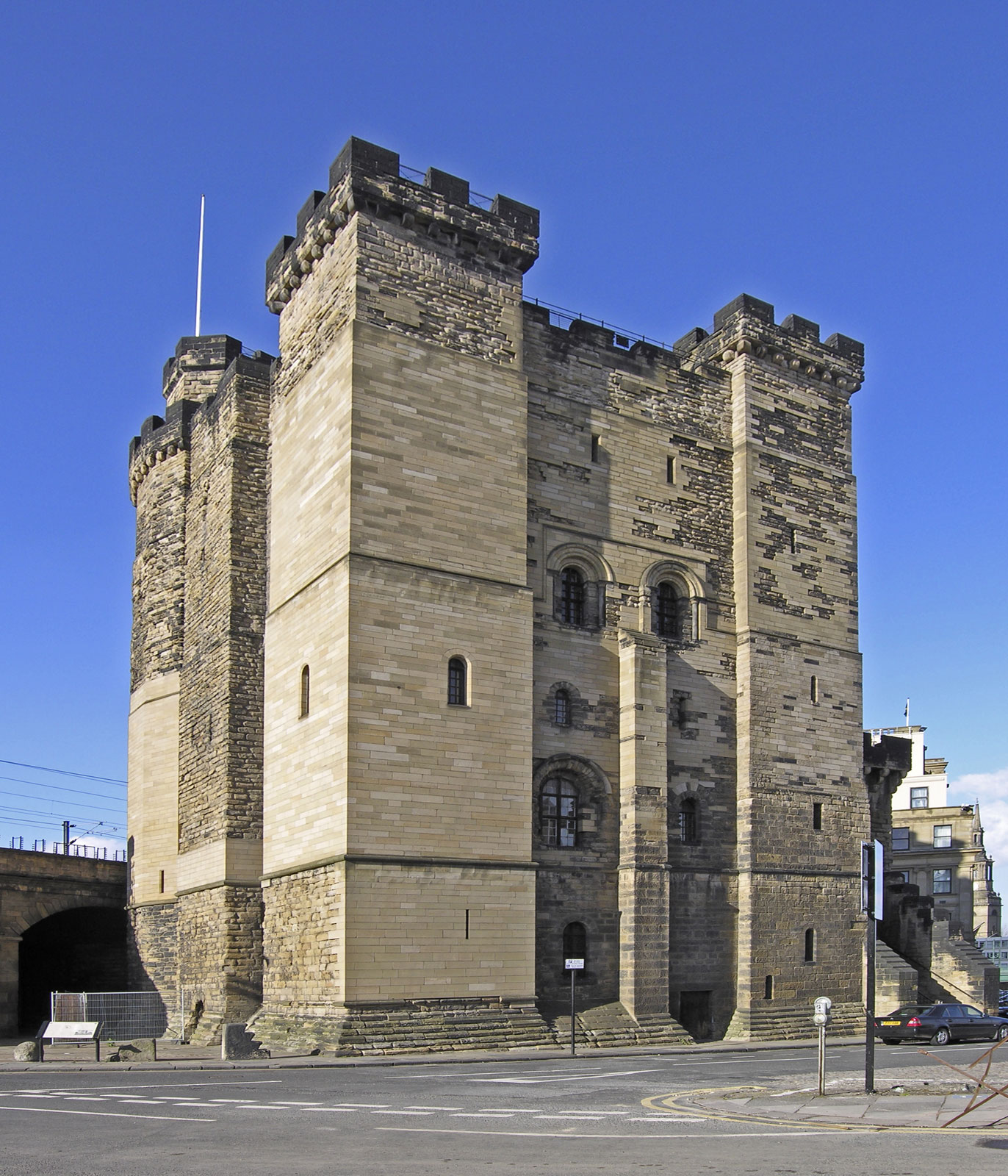
Der Wohnturm (Castle Keep) der normannischen Stadtburg erhebt sich über der raetendura des ehemaligen Kastells.

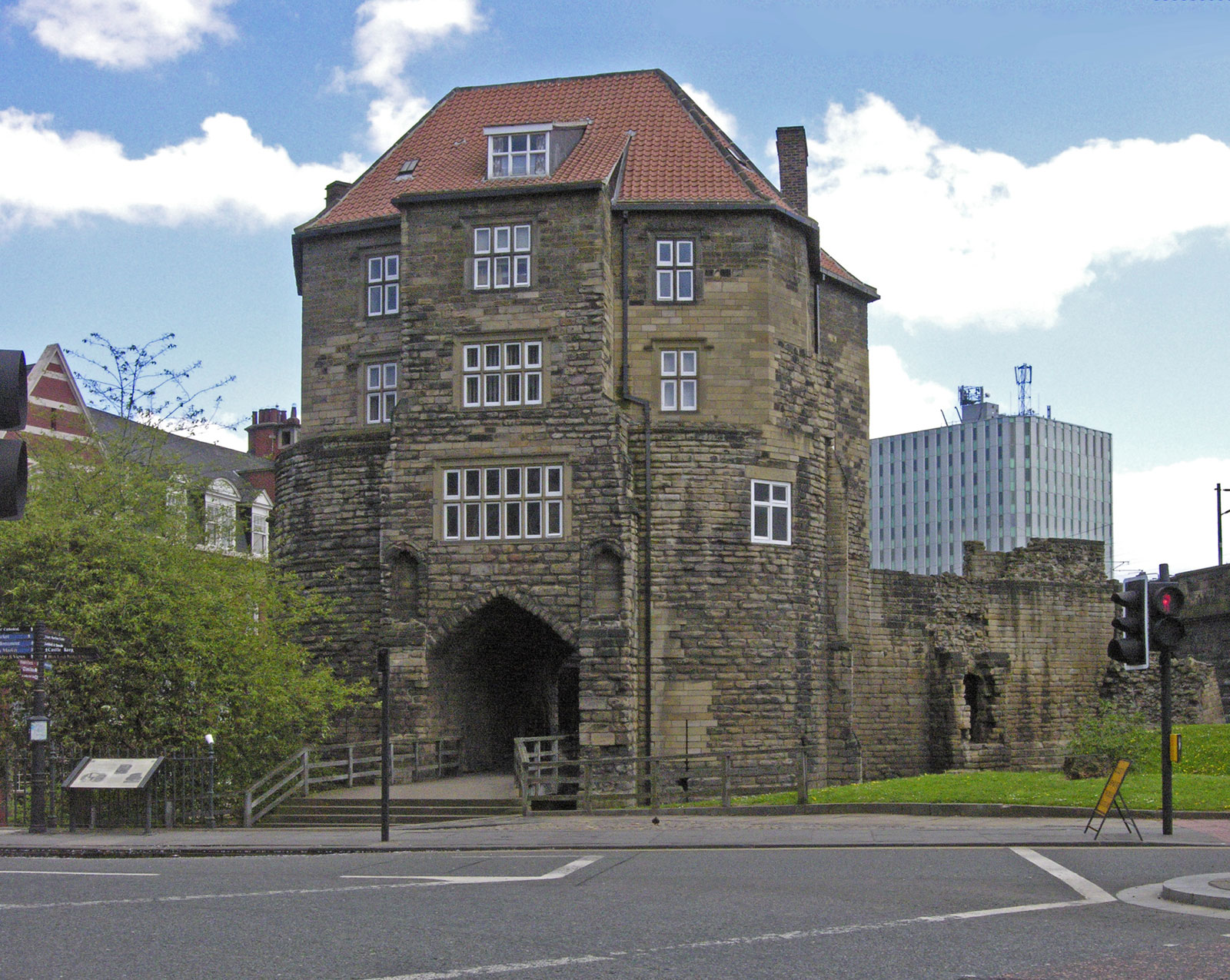
Das Stadttor Black Gate markiert die NW-Ecke des Kastells.

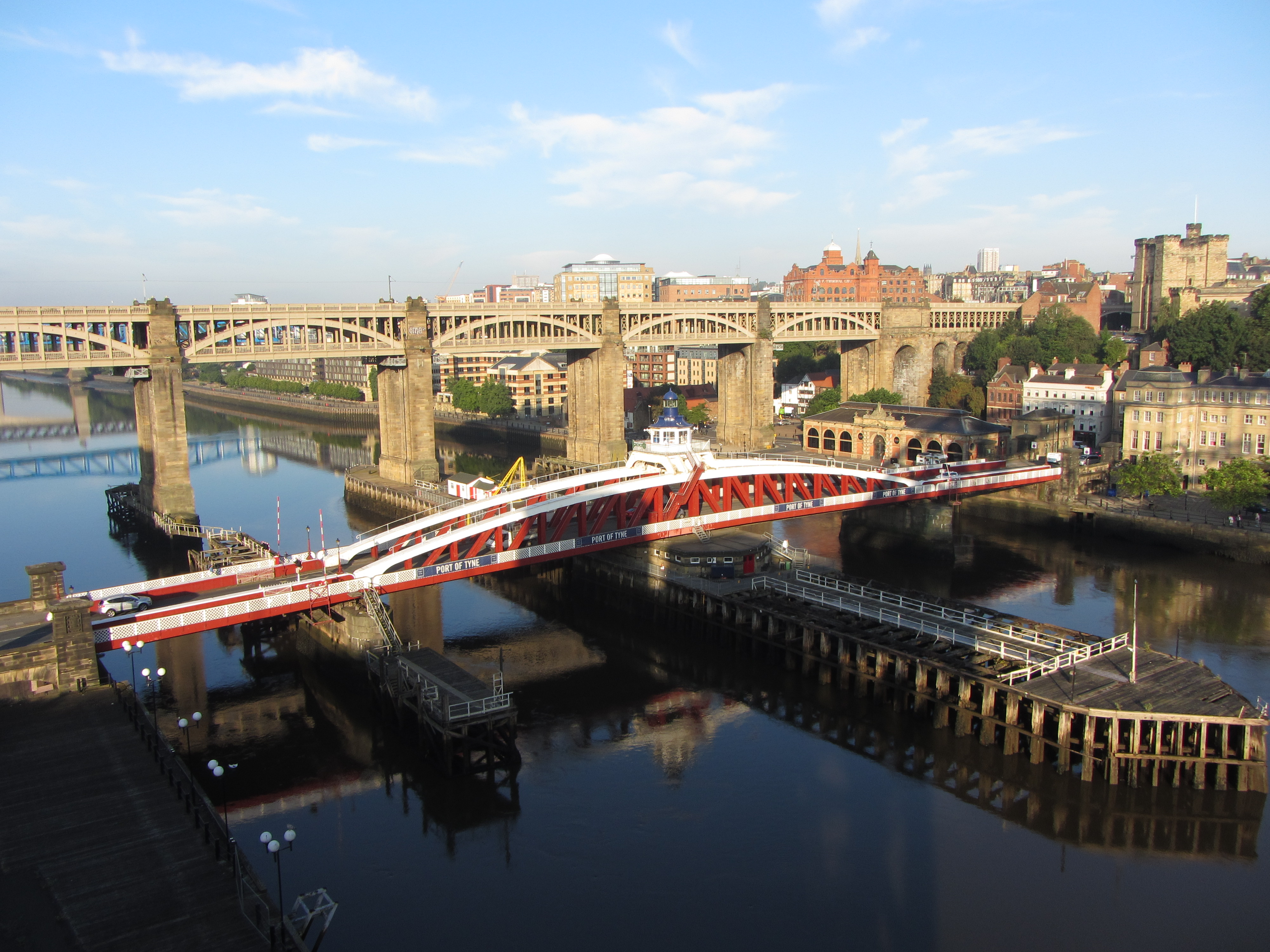
Swing Bridge, dahinter die High-Level-Bridge, im Bild rechts oben die normannische Stadtburg

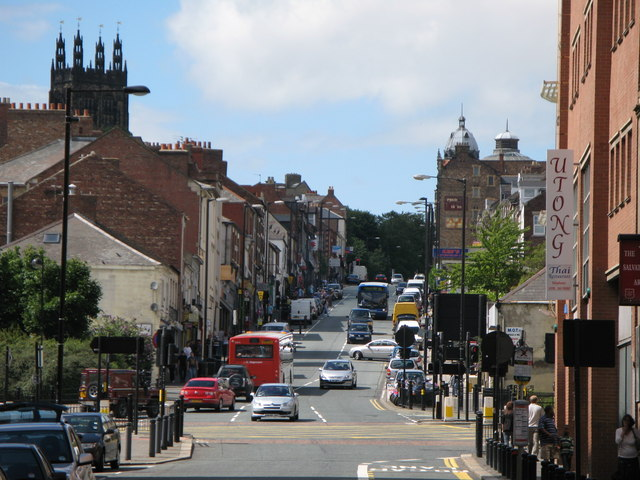
Die Westgate Road in Newcastle folgt dem Verlauf des Hadrianswalls nordwestlich des Kastells.

Die Altäre für Neptun und Oceanus, Zeichnung von 1903

Pons Aelius war ein römisches Brückenkopfkastell mit angeschlossener Zivilsiedlung auf dem Stadtgebiet von Newcastle upon Tyne (Metropolitan County), Tyne and Wear, England.
Es gehörte zu der aus insgesamt 16 Kastellen bestehenden Festungskette des Hadrianswalls (per lineam valli), sicherte dessen östlichen Abschnitt und eine Brücke über den Fluss Tyne. Das Lager wurde etwa 300 Jahre, vermutlich von 122 bis 400 n. Chr., vom römischen Militär genutzt. Vom Kastell und der Brücke ist heute nichts mehr erhalten.

## Name
Der antike Name des Militärstandortes wurde nur in der Notitia dignitatum, einem Verzeichnis der spätrömischen Verwaltung aus dem 4. Jahrhundert, überliefert. Er bedeutet „Brücke des Aelius“ und leitet sich vom lateinischen pons (= Brücke) und dem Gentilnamen Aelii (nomen gentile) des Kaisers Hadrian ab. Er wurde mit ziemlicher Sicherheit auch für das Kastell und das Lagerdorf verwendet. Der Fluss wurde von den Römern als Tinea bezeichnet.

## Lage
Pons Aelius war das zweite Glied in der Festungskette des Hadrianswalls (vallum aelium). Das Kastell stand westlich von Segedunum (Wallsend) und Arbeia (South Shields), nördlich von Concangis (Chester-le-Street), und östlich von Condercum (Benwell) und Coriosopitum (Corbridge). Es befand sich auf einem Hügel über dem nördlichen Flussufer, heute überdeckt von Gebäuden des Stadtzentrums, der normannischen Burg von Newcastle (Wohnturm Castle Keep) und den Resten einer angelsächsischen Kirche, die zum Teil aus Steinen des Walls erbaut gewesen sein soll. Von dort aus hatte man einen ausgezeichneten Blick über das Flusstal des Tyne. Die Brücke und das Kastell standen am nördlichen Ende der heutigen Cade’s Road, die wiederum über einer ehemaligen Römerstraße liegt. Man nimmt an, dass sie von Brough-on-Humber, über Eboracum (York) nach Concangis führte. Es gab in der Nähe oder direkt beim Kastell auch eine Reihe von kleinen Bächen (Pandon Burn, Ouse Bourne, Skinner Burn, Lort Burn), die dem Tyne zuflossen. Einer wurde direkt durch einen Düker unter der Mauer durchgeleitet. Im späten 2. Jahrhundert gehörte die Region zur Provinz Britannia inferior, ab dem 4. Jahrhundert zur Provinz Britannia secunda.

## Forschungsgeschichte
In den 1870er Jahren wurden beim Bau der Swing Bridge Reste von antiken Holzbalken aus dem Fluss geborgen, die von der Fundamentierung der römischen Brücke stammten. 1872 stieß man auf einen ihrer Brückenpfeiler. Das Kastell konnte wegen der dichten Überbauung nur punktuell untersucht werden. Um seinen Umfang festzustellen, führte Frank G. Simpson zwischen 1928 und 1929 eine Ausgrabung durch. Dabei kamen südlich und westlich des Wohnturmes Teile der Umwallung und Mauerzüge des Kommandantenhauses und Hypokaustenpfeiler ans Tageslicht. In weiterer Folge konnten bei dieser Grabung noch Steine von der Umwehrung, Dachziegel, Mörtelbruch aus dem 2. Jahrhundert und einige Lederstücke geborgen werden. Die Reste einer Steinpflasterung stammten aus dem 2. Jahrhundert. Von 1960 bis 1961 stieß man an der Südmauer auf Keramik aus demselben Zeitraum. Die Lehmschicht über den Pflastersteinen enthielt Keramik aus dem 2. und 4. Jahrhundert. 1973 legte man bei einer Sondierung am Stadttor Black Gate eine von Nord nach Süd verlaufende römische Straße frei. Möglicherweise handelte es sich um einen Abschnitt der umlaufenden Wallstraße (via Sagularis) des Kastells. Bei der Grabung von 1978 konnten die einzelnen Bauphasen des Lagers bestimmt werden. 1994 stieß man beim Hilton Hotel in Gateshead auf die Reste einer römerzeitlichen Siedlung und einer Straße, möglicherweise die südliche Zufahrt zur römischen Brücke.
Zwischen 1977 und 1992 legten die Archäologen nahe dem Eisenbahnviadukt sowie westlich und nördlich des Wohnturms über 660 angelsächsisch-christliche Bestattungen frei. Die Toten waren in einfachen Löchern, bedeckt mit Leichentüchern, in mit Holz eingefassten Gruben, in Holzsärgen und Steinkisten bestattet worden. Die Gräber waren teilweise durch Steine oder Holztafeln am Kopf- oder Fußende markiert. Einige waren mit dekorierten Steinplatten bedeckt, in einem Fall mit einem wiederverwendeten römischen Meilenstein. Der Friedhof war vom 8. bis ins 10. Jahrhundert belegt.

## Entwicklung
Der Stanegate, der bis zur Errichtung des Hadrianswalls die Nordgrenze markierte, beginnt östlich von Coriosopitum/Coria und kreuzt sich hier mit der Dere Street, in der Antike die Hauptverbindungsstraße nach Schottland. Möglicherweise führte der Stanegate von Coriosopitum noch weiter östlich bis nach Pons Aelius, bislang konnten dafür aber noch keine archäologischen Beweise beigebracht werden. Im Jahre 122 befahl Kaiser Hadrian, im Norden Britanniens eine Sperrmauer, verstärkt durch Wachtürme und Kastelle, vom Tyne bis zum Solway-Firth zu errichten, um die britischen Provinzen vor den ständigen Einfällen der Pikten aus dem Norden zu schützen. Der Wall wurde größtenteils durch Soldaten der drei in Britannien stationierten Legionen und der Classis Britannica errichtet.
Nach den ursprünglichen Plänen sollte der Wall im Osten schon bei Pons Aelius enden. Zwischen 125 und 127 entschlossen sich die römischen Bauherren aber, die Mauer noch ein Stück weiter Richtung Osten zu verlängern, um das Umland der Brücke bei Pons Aelius und die hier siedelnden Briganten besser schützen zu können. Der neue Wallabschnitt reichte von Byker, dem östlichsten Stadtbezirk von Newcastle, bis Wallsend. Man nimmt an, dass das Brückenkopfkastell ein älteres Kastell bei Gateshead, südlich des Tyne, ersetzte. In der Regierungszeit des Septimius Severus (193–211) wurde das alte Holz-Erde-Lager abgetragen und ein Steinkastell errichtet. Die Archäologen vermuten, dass zwischen 270 und 360 auch Markttage im Lager abgehalten wurden. Um 410 zog die römische Armee vom Hadrianswall ab. Danach hatte Nordbritannien wieder vermehrt unter Einfällen der Pikten und Angelsachsen zu leiden.
Was nach dem endgültigen Zusammenbruch der römischen Ordnung, vermutlich um 450, in der Region rund um Newcastle geschah, liegt weitgehend im Dunkeln. Der angelsächsische Mönch und Chronist Beda Venerabilis, der im Kloster St. Paul in Jarrow lebte, erwähnte im 8. Jahrhundert in seinen Schriften einen Ort namens „Ad Murum“ (= bei den Mauern), womit möglicherweise das nahegelegene Newcastle gemeint sein könnte. Vom normannischen Chronisten Symeon ist der angelsächsische Name von Newcastle überliefert worden, „Monkchester“ (das angelsächsische Wort „chester“ bedeutet „befestigter Ort“). Seit dem 8. Jahrhundert nutzte man das Areal des römischen Lagers als Friedhof. Im Jahre 1066 passierte der Normannenherzog Wilhelm I. die Brücke auf seinem Zug nach Norden. Nach 1080 wurde über den Ruinen des römischen Lagers von den Normannen eine Motte errichtet, das „New Castle upon Tyne“ (= die neue Burg über dem Tyne).

## Kastell
Oberirdisch ist vom Kastell nichts mehr zu sehen. Seine Überreste liegen heute größtenteils unter der normannischen Stadtburg. Bekannt sind die Positionen des Kommandantenhauses (Prätorium), des Stabsquartiers (Principia) und zweier Lagerhäuser (Horreum). Es handelte sich wohl um Lagerhäuser des Typs B – freistehend im Kastellinneren. Sie sind durch Pflastersteinreihen im Norden und Westen des Wohnturms und beim Eisenbahnviadukt markiert. Die Lagerhäuser befanden sich im Vorderteil des Kastells (praedentura), Stabsquartier und Kommandantenhaus im rückwärtigen Teil (raetendura). Das Lager hatte vermutlich einen quadratischen Grundriss mit abgerundeten Ecken (Spielkartenform), wie es für mittelkaiserzeitliche Kastelle typisch war. Es maß ca. 100 × 100 Meter und bedeckte eine Fläche von 1,1 ha. Damit zählte es – neben Drumburgh – zu den beiden kleinsten Wallkastellen.
Insgesamt konnten vier Bauphasen festgestellt werden. Es gibt auch Hinweise auf eine Zeitperiode, in der das Kastell offensichtlich stark vernachlässigt wurde oder verlassen war. Die Umwehrung bestand aus einem Steinwall, an seiner Rückseite war wohl ein Erdwall aufgeschüttet worden, der sie zusätzlich abstützte und als Wehrgang diente. Möglicherweise verfügte das Kastell auch über vier Zugangstore. Südlich des Kastells, beim Prätorium, stieß man auf Spuren eines v-förmigen Wehrgrabens (fossa). Ein Teil des Grabens konnte auch westlich des Lagers, beim Clavering House beobachtet werden.
- Phase I: Das frühe Holz-Erde-Kastell wurde durch ein Feuer zerstört und Ende des 2. Jahrhunderts durch einen Steinbau ersetzt. Im Kastell standen zwei 6,52 Meter breite Lagerhäuser, das westliche war mit drei langgestreckten Zwischenwänden versehen. Die Seitenwände der Gebäude waren mit Pilastern verstärkt. Es war über der älteren Holz-Erde-Mauer angelegt worden. Die Keramik aus dem Gebäude wurde ins 2. oder frühe 3. Jahrhundert datiert. Nördlich des Lagerhauses fanden sich eine Aschengrube, eine mit Stein ausgelegte Rinne und ein etwas erhöhtes Areal, vielleicht ein offener Hof. Am östlichen Ende passierte eine Straße das Gebäude. Das unterkellerte Stabsquartier wurde im späten 2. oder frühen 3. Jahrhundert erbaut. Im Stabsgebäude stand eine Weiheinschrift für die Kaiserin Julia Domna.
- Phase II: Entlang der Südmauer wurde eine Ost-West-Straße angelegt. Das Haus des Kommandanten wurde renoviert und mit einer Hypokaustenheizung versehen.
- Phase III: In der zweiten Hälfte des 3. Jahrhunderts wurde das Kastell vorübergehend aufgegeben.
- Phase IV: Im 4. Jahrhundert wurde das Kastell wieder besetzt. Das westliche Horreum und die Gebäude am nördlichen Ende der Lagerhauptstraße (via Praetoria) wurden abgerissen. Quer durch die Ruine des östlichen Horreums wurde ein Kanal zu einer Zisterne gegraben. Am oberen Ende der Ost-West-Straße stand eine Struktur unbekannter Funktion aus massiven Steinblöcken.[4]

## Hadrianswall
Der genaue Verlauf des Hadrianswalls in der Nähe der römischen Festung konnte noch nicht bestimmt worden. Man weiß daher nicht, ob die Kastellmauer – wie beim Kastell in Wallsend – mit dem Wall verbunden war. Es könnte sein, dass er etwas weiter nördlich an Pons Aelius vorbeiführte (südlich der heutigen St. Nicolas Church). Zwischen Benwell und dem Stadtzentrum von Newcastle markiert größtenteils die Westgate Road den Verlauf des Walls. Die Straße überdeckt den nördlichen Graben des Hadrianswalls. Die Linie der Mauer entlang der Westgate Road setzt sich bis zu einer Verkehrsinsel fort, wo sie unter der Statue von George Stephenson, dann über die Neville Street (vor dem Bahnhof), bis zum Gebäude des Mining Institute weiterläuft. Dort ist auch eine Tafel mit Angaben zum Wall angebracht. 1826 fand man in den Fundamenten des Low Gosforth House in Newcastle eine Bauinschrift, die vom 6,4 km entfernten Wall stammte. Sie nennt eine VII. Kohorte, die wohl für den Bau des Wallabschnitts in dieser Region verantwortlich war. Spuren des südlichen Grabens (vallum) konnten bei Arthur Hill, westlich des Stadtzentrums, beobachtet werden.

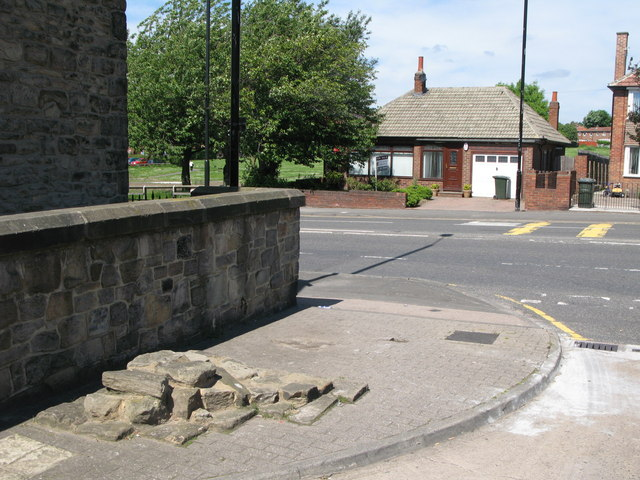
Reste des Hadrianswalls beim Kreisverkehr West- und Denton Road
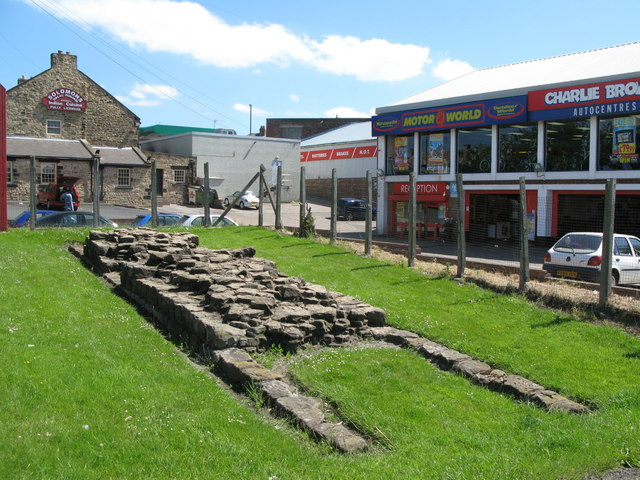
Reste des Walls an der Denton Road
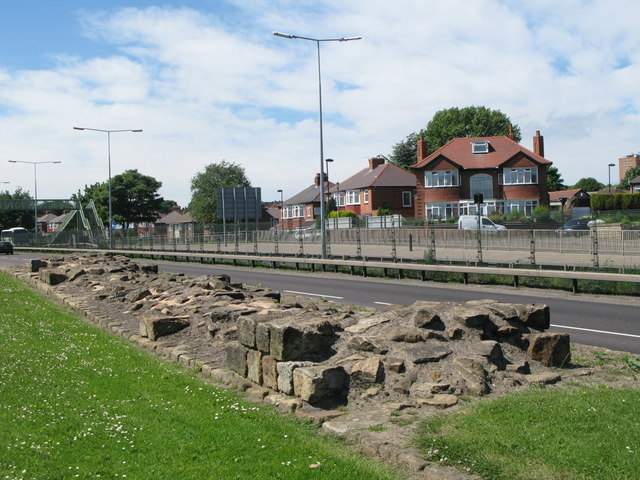
Hadrianswall-Reste an der A69/The Rampart
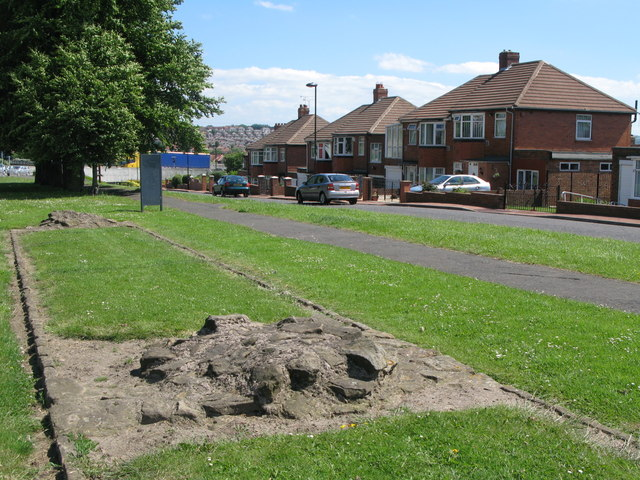
Mauerreste an der A69/The Rampart, nahe der Kreuzung mit der A1 (mit Schautafel)
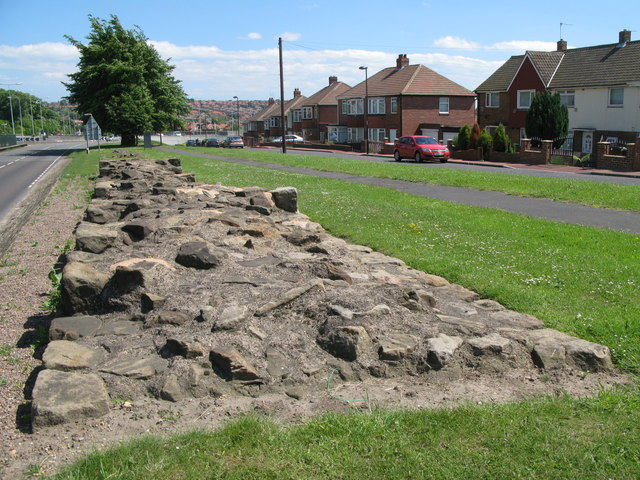
Mauerreste an der A69/The Rampart, nahe der Kreuzung mit der A1

## Garnison
Über die Besatzungstruppen des Kastells weiß man nur wenig. Zwei Altäre für Neptun und Oceanus, gestiftet von Soldaten der Legio VI Victrix, wurden 1875 und 1903 nahe dem Kastell und der antiken Brücke im Tyne gefunden. Eine 1903 im Nordkanal der Swing Bridge entdeckte Inschrift aus der Zeit zwischen 155 und 159 nennt alle drei in Britannien stationierten Legionen. Die Legionäre wurden hauptsächlich beim Bau der Wallkastelle und Brücken eingesetzt. Im 2. Jahrhundert dürften dort zwei Hilfstruppeneinheiten (auxilia) als Besatzung stationiert gewesen sein. Nach der Größe des Kastells zu schließen können sie aber nur eine Mannschaftsstärke von schätzungsweise 250 Mann gehabt haben. Südlich des Hanover Square in Newcastle stieß man auch auf eine Bauinschrift der Cohors I Thracum. Es ist aber unwahrscheinlich, dass sie für eine längere Zeit im Kastell stationiert war. Wahrscheinlich hatte sie ihr Quartier in einem Lager am Südufer des Tyne, später wurde sie nach Kastell Birdoswald (Banna) verlegt.
Folgende Auxiliar-Einheiten sind als Besatzung für Pons Aelius bekannt oder könnten sich für eine begrenzte Zeit dort aufgehalten haben:
| Zeitstellung           | Truppenname | Beschreibung |
| ---------------------- | --- | --- |
| 2. Jahrhundert n. Chr. | a) Legio secundae Augusta ("die zweite Legion des Augustus"), b) Legio sextae Victrix ("die sechste Legion, die Siegreiche"), c) Legio vicesimae Valeria Victrix ("die zwanzigste valerische Legion, die Siegreiche") | Vexillationen dieser drei britischen Legionen waren hier wohl vorübergehend für Bauarbeiten stationiert worden. Laut der Inschrift des Neptunaltars standen sie unter dem Befehl des Statthalters Gnaeus Iulius Verus, der um 158 im Norden Britanniens Aufständische bekämpfte. |
| 2. Jahrhundert n. Chr. | Cohors I Ulpia Traiana Cugernorum civium Romanorum ("die Cugernerkohorte des Ulpius Traianus, römische Bürger") | Eine Hilfstruppenkohorte, die unter Kaiser Trajan in Niedergermanien aufgestellt worden war. Die Einheit stiftete der Kaiserin Julia Domna eine Ehreninschrift. Sie ist seit 103 in Britannien nachweisbar und könnte ursprünglich etwa 480 bis 500 Mann stark gewesen sein (quingenary). Sie dürfte fast vier Jahrhunderte lang bestanden haben. Ob sie auch Kavalleristen in ihren Reihen hatte, ist unklar. |
| 4. Jahrhundert n. Chr. | Cohors primae Cornoviorum („die erste Kohorte der Cornovier“) | Die Cornovier sind einzigartig unter den indigenen Einheiten, da sie im Gegensatz zu den übrigen britischen Kohorten in ihrer Heimat stationiert wurden. Das Volk der Cornovier (oder Kornen) siedelte im Gebiet der heutigen Grafschaften Cheshire und Shropshire, Nordwestengland. Ihre Metropole war Viroconium Cornoviorum (Wroxeter), nahe Shrewsbury. Sie ist die einzige bekannte britische Einheit, die an den Hadrianswall abkommandiert wurde. Wahrscheinlich stand sie bis zum Abzug der Römer, bzw. der Auflösung der Provinzarmee im 5. Jahrhundert, am Wall. Aus der Notitia dignitatum, Truppenliste des Dux Britanniarum, ist für das Ponte Aeli des 4. Jahrhunderts der Rang ihres befehlshabenden Offiziers, ein Tribunus, bekannt. |

## Aelische Brücke
Die Brücke war die einzige außerhalb von Rom, die nach einem Kaiser benannt wurde, was ihre besondere Bedeutung für den Straßenverkehr am Hadrianswall unterstreicht. Die wichtigste Aufgabe der Kastellbesatzung war daher auch die Sicherung des Flussübergangs bzw. Brückenkopfs. Man schätzt ihre Länge auf insgesamt 225 Meter, ihre Breite auf rund fünf Meter. Fahrbahnplatte und Hauptträger bestanden wahrscheinlich aus Holz, nur die zehn Pfeiler und die beiden Widerlager dürften komplett in Stein ausgeführt gewesen sein. Der Pfeiler, der im Jahre 1872 gefunden wurde, war 4,8 Meter breit und sechs Meter lang. Sein Fundament bestand aus einem Senkkasten aus eng gesetzten, eisenbeschlagenen Eichenpfählen. Der Innenraum war mit Steinschutt aufgefüllt. Der Pfeiler verfügte an beiden Seiten über Wellenbrecher. Zwei von Soldaten der Legio VI Victrix gestiftete Altäre für Neptun und Oceanus lassen den Schluss zu, dass die Brücke von dieser Legion erbaut wurde. Sie entstand vermutlich noch vor dem Kastell (122) und war bis 1248 in Gebrauch. In diesem Jahr wurde ihr Oberbau durch ein Feuer zerstört. Die römische Straße führte von der Brücke, südlich oder südöstlich, in etwa entlang der heutigen West Street zum Kastell. Es ist sehr wahrscheinlich, dass die im späten 12. Jahrhundert erbaute Brücke auf den römischen Fundamenten errichtet wurde. Anstelle dieser Brücke, die 1771 durch ein Hochwasser teilweise einstürzte, befindet sich heute die im späten 19. Jahrhundert erbaute Swing Bridge.

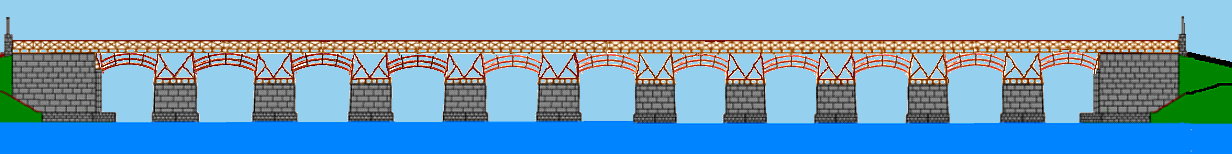
Rekonstruktionsversuch der römischen Brücke (2. Jahrhundert n. Chr.)

## Vicus
Trotz des wichtigen Flussübergangs hatte die Zivilsiedlung – im Vergleich zu anderen römischen Siedlungen im Norden – wirtschaftlich nur eine geringe Bedeutung. Die größeren Siedlungen bzw. Städte lagen an der Dere Street, die von Eboracum aus in die Stammesgebiete nördlich der Mauer führte. Selbst die nahegelegene Nachschubbasis Coriosopitum war viel größer und volkreicher. Die Bevölkerung von Pons Aelius dürfte – inklusive der Kastellbesatzung – nie mehr als 2000 Einwohner betragen haben. Spuren des Lagerdorfs wurden – westlich des Kastells – im Areal rund um den heutigen Hanover Square beobachtet. Eine kürzlich entdeckte Inschrift berichtet von der Wiederherstellung eines Badehauses, das offenbar außerhalb des Kastells stand (extra muros).

## Inschriften
Der Fund von einigen römischen Altären und Weiheinschriften (ein Altar für Silvanus und ein unbeschriftetes Exemplar, alle beide eingemauert in den Fundamenten des 1843 abgerissenen White Friar’s Tower in Newcastle) lassen annehmen, dass sich in der Nähe des Kastells auch ein Götterschrein, Tempel oder eine Art Heiliger Bezirk befand. Zwei in Newcastle entdeckte Altäre waren dem obersten Reichsgott Iupiter gewidmet. Von den Muttergöttinnen existieren ebenfalls zwei Inschriften, eine auf einem Relief, auf dem drei sitzende weibliche Figuren dargestellt sind, und eine weitere auf einem beschädigten Altarstein. Auf einem anderen dort geborgenen Altarfragment war der Name der Gottheit nicht mehr lesbar.
Die Altäre für Neptun und Oceanus standen vielleicht in einem Heiligtum direkt an der Brücke oder zu beiden Seiten auf dem zentralen Brückenpfeiler. An dem Punkt, wo Neptun als Sinnbild des Flusses Tyne auf die Meereswellen des Oceanus traf. An der Vorderseite des Neptunaltars sind zwei Symbole des Gottes, ein Delphin mit einem Dreizack, dargestellt. Der Altar des Oceanus ist mit einem Schiffsanker dekoriert. Die beiden Altäre befanden sich bei ihrer Entdeckung im Flussbett noch in einem bemerkenswert guten Zustand. Einige Wissenschaftler halten es für möglich, dass als Teil des Einweihungsrituals absichtlich von der Brücke geworfen wurden.